# 石門妙濟寺
石門妙濟寺位於石門庄下角內阿里磅930-1番地（即現今新北市石門區乾華里內阿里磅1號），係石門地區融合佛道敎之信仰中心，當地人稱「菜廟（齋堂）」，主祀觀世音菩薩及水仙尊王、福德正神等，但於每年金包里媽祖繞境時，亦會迎媽祖入寺安座以謝平安。

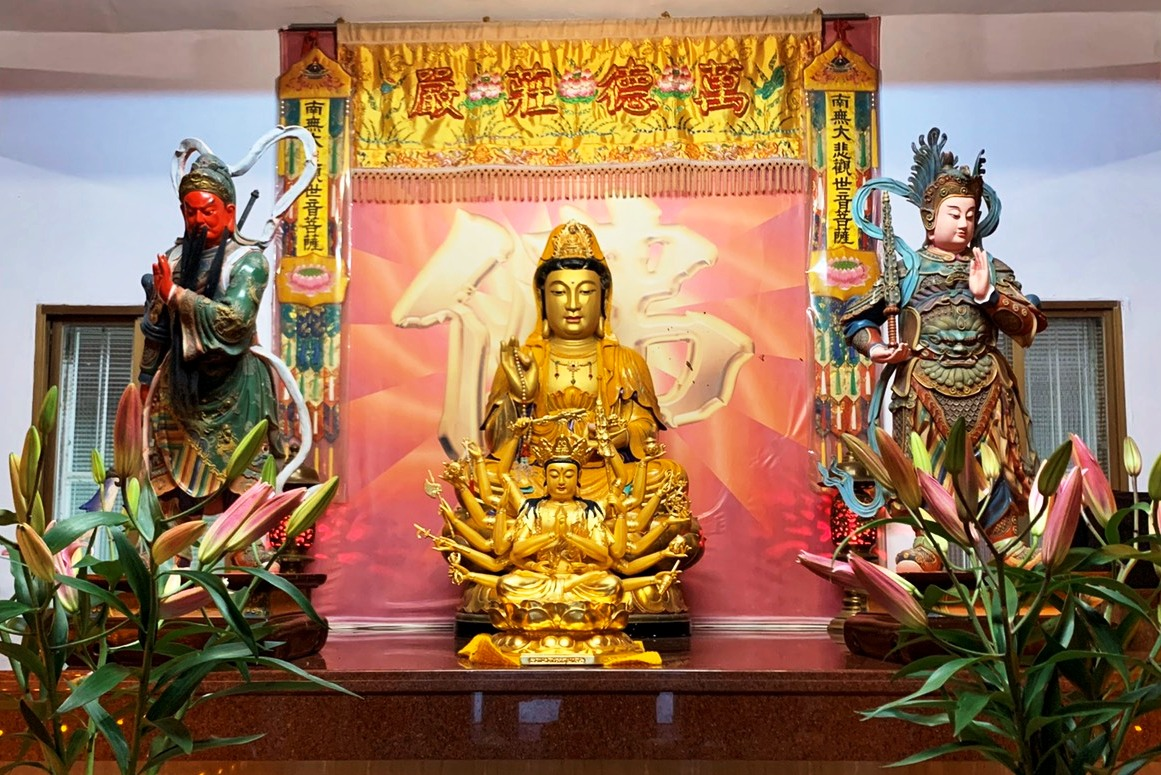
新北市石門妙濟寺-主祀觀世音菩薩

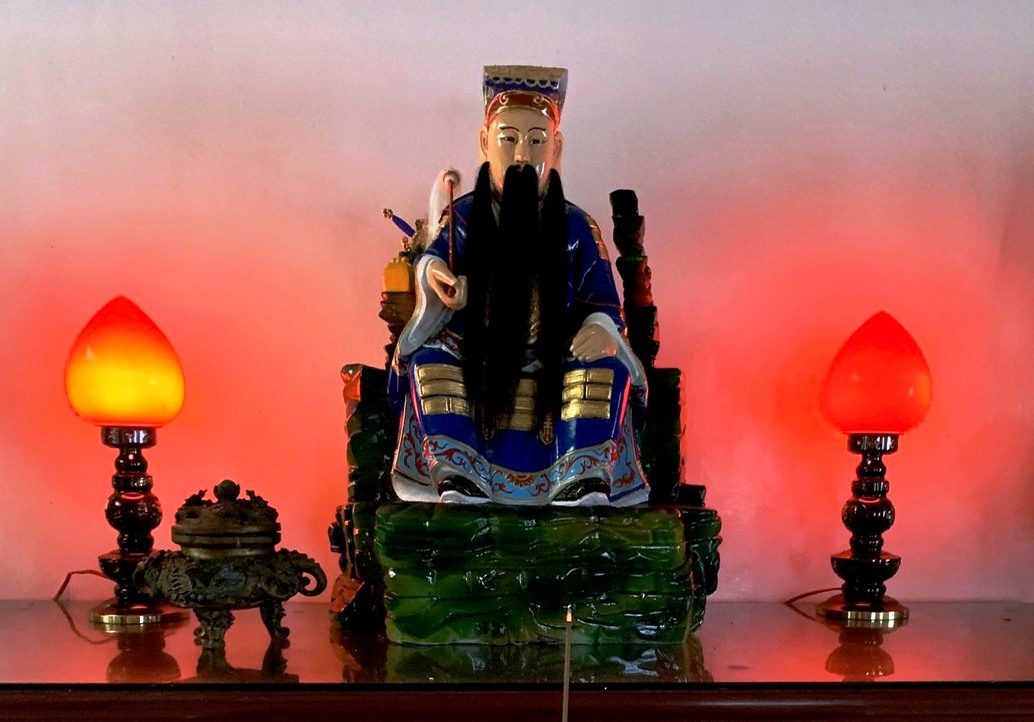
新北市石門妙濟寺配祀-水仙尊王

## 沿革
妙濟寺創立於日治時期1929年（民國18年），由內阿里磅許姓家族，即許石養（乳名阿婦，法號晨淨居士）、許石朝（法號波淨居士）兄弟捐地發起籌建，經許阿英（許石朝子）、洪保、謝朝金等地方善心人士與祥妙法師等，歷經兩代籌建完成，首任住持為松妙法師，「妙濟寺」一名為松妙法師所定。民國62年因年久失修而頹傾，經當地民眾奔走重建，於民國69年整建完成。
寺廟建成後，經惟勳法師、常持法師、呂通師、維芬尼師等多任住持。歷任許阿英、謝朝地（謝朝金長兄）、江阿清、許永祿、郭正行（許阿英女婿）等主任委員，並由許龍源（許阿英堂弟）及謝朝金等人共修佛法，一力護持寺務。其中許龍源先生幼年亦曾於台北市艋舺龍山寺短期修習佛法，並歷任乾華村村長，對妙濟寺於石門地區的信仰光大，有卓著貢獻。後許龍源先生以93歲高齡逝世，其子許義經、許義南兄弟續為妙濟寺立沿革紀念碑文。

## 半嶺古道
妙濟寺為半嶺古道終點，起點為金包里三界壇聖德宮，早年為當地鐵觀音茶區輸外主要道路，並連結草山魚路古道通往金包里及士林等地。半嶺當地鄉紳陳路及陳登科、陳木火等人，曾號召村民整修半嶺古道，以維繫當地聯外交通。